# Пшеничненский сельский совет
Пшеничненский сельский совет (укр. Пшеничненська сільська рада, крымскотат. Qaranğıt köy şurası) — административно-территориальная единица в Нижнегорском районе в составе АР Крым Украины (фактически до 2014 года), ранее до 1991 года — в  составе Крымской области УССР в СССР. Население по переписи 2001 года составляло 1765 человек, площадь совета — 190 км². Территория сельсовета находится на севере района, в степном Крыму в присивашье, у границы с Джанкойским.
К 2014 году сельсовет состоял из 4 сёл:
- Пшеничное
- Дворовое
- Любимовка
- Сливянка

## История
Пшеничненский сельсовет образован, согласно сборнику «Города и села Украины. Автономная Республика Крым. Город Севастополь. Историко-краеведческие очерки», в 1974 году в составе Нижнегорского района Крымской области УССР Советского Союза путём разделения Ковровского сельсовета на Чкаловский и Пшеничненский и на 1977 год уже имел современный состав. С 12 февраля 1991 по 26 февраля 1992 года в составе Нижнегорского района Крымской АССР УССР, затем в составе Нижнегорского района Республики Крым Украины (с 1994 года Автономная Республика Крым), в I квартале 2014 года было осуществлено фактическое аннексия Крыма Российской Федерацией, в рамках федеративного устройства на соответствующей территории был образован субъект Российской федерации — Республика Крым. В соответствии с законом Республики Крым от 5 июня 2014 года на этой территории образовано муниципальное образование — Пшеничненское сельское поселение, а 4 населённых пункта расположенных на этой территории, после чего имеют административно-территориальное подчинение Нижнегорскому району.